# Cléden-Poher
 Cléden-Poher  (en bretón Kledenn-Poc'hêr) es una población y comuna francesa, situada en la región de Bretaña, departamento de Finisterre, en el distrito de Châteaulin y cantón de Carhaix-Plouguer.

## Demografía
| 1125 | 1064 | 1011 | 1118 | 1130 | 1047 |
| Para los censos de 1962 a 1999 la población legal corresponde a la población sin duplicidades (Fuente: INSEE [Consultar]) |      |      |      |      |      |